# Erhard Schlechte

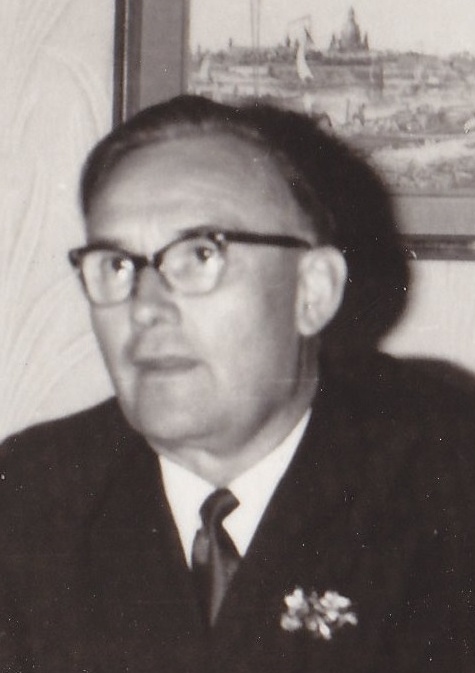
Erhard Schlechte, 1966

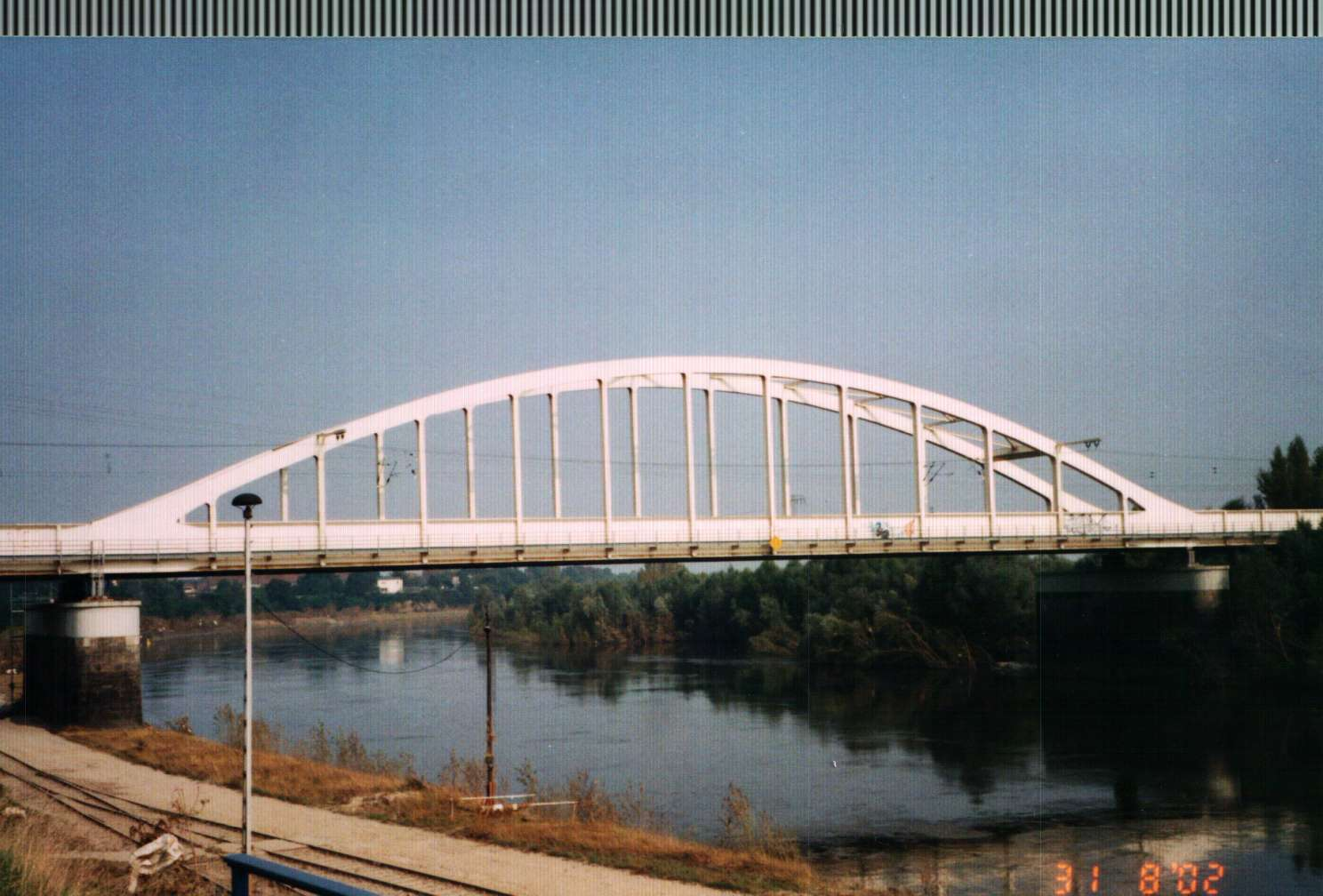
Eisenbahnbrücke über die Elbe in Riesa

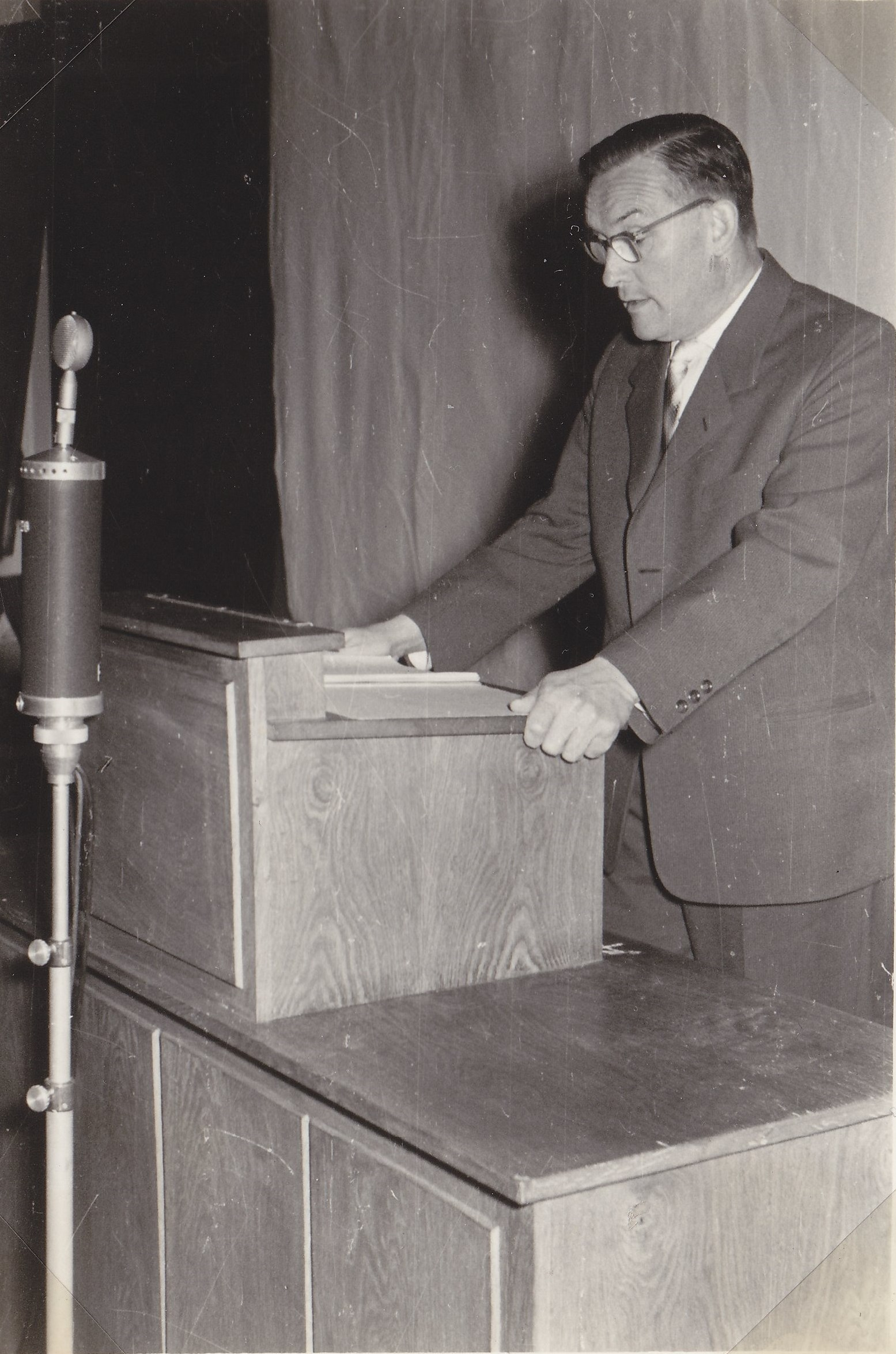
Erhard Schlechte, um 1969

Erhard Schlechte (* 14. August 1911 in Dresden; † 11. August 1979 in Leipzig) war ein deutscher Bauingenieur und Hochschullehrer.

## Werdegang
Erhard Schlechte wurde als Sohn eines Behördenangestellten in Dresden geboren. Er studierte ab 1932 Bauingenieurwissenschaften an der Technischen Hochschule Dresden. Anschließend erhielt er 1938 im Privatbüro seines Professors Kurt Beyer eine Anstellung, die auch mit der Arbeit an seiner Promotion verbunden war. Er promovierte zum Dr.-Ing zwei Jahre später.
Die Anstellung im Ingenieurbüro Beyer beinhaltete sogenannte kriegswichtige Ingenieuraufgaben wie die Überwachung von Brückenbauwerken, Bergwerksanlagen und Wasserkraftanlagen; entsprechend konnte ihm sein Leiter Kurt Beyer die Befreiung vom Wehrdienst ermöglichen.
Bei den Bombenangriffen auf Dresden am 13. Februar 1945 wurde sowohl seine Wohnung als auch das Ingenieurbüro Beyer zerstört. Er nahm mit seiner Familie Zuflucht in einem Dorf bei Liebstadt. Zwei Jahre später kehrte er nach Dresden zurück und nahm seine Arbeit im Büro Beyer wieder auf.
Das Büro Kurt Beyers war ab 1945 für den Wiederaufbau der Stadt tätig und übernahm u. a. den Wiederaufbau der historischen Augustusbrücke. Bereits vor seinem Tod im Jahr 1952 hatte Beyer die technische Leitung seines Büros an Erhard Schlechte übergeben, der bis 1963 technischer Leiter des Büros blieb. Unter seiner Leitung führte das Büro baustatische Leistungen in den Fachbereichen der Vorkriegszeit weiter und erweiterte darüber hinaus seinen Aufgabenbereich. Die Weiterführung dieses privaten Ingenieurbüros war unter den Umständen der DDR eine Besonderheit, da andere Privatunternehmen in dieser Zeit enteignet wurden. Ingenieurarbeiten zum Wiederaufbau von Dresden und an Fördermaschinen des Braunkohletagebaus hatten zum Überleben des Büros beigetragen. Ende der 1950er Jahre reichte das Ingenieurbüro Beyer einen Entwurf für den Wiederaufbau der Riesaer Eisenbahnbrücke über die Elbe ein und erhielt den Auftrag und die Verantwortung für die Entwurfsphase.
Parallel zu seiner Tätigkeit im Dresdner Ingenieurbüro wurde Schlechte 1956 zum Professor an die neu gegründete Hochschule für Bauwesen Leipzig (HfB) – heute Hochschule für Technik, Wirtschaft und Kultur – berufen. 1956 wurde er Ordentlicher Professor des Lehrstuhls für Stahlbau und Festigkeitslehre. Während seiner Tätigkeit als Professor arbeitete er an Gutachten und Forschungsprojekten und war Bausachverständiger für den Bereich Statik im Bauwesen sowie zugelassener Gutachter und Prüfingenieur für Statik. 1976 wurde er emeritiert.
Schlechte vermied sowohl während der Nazi-Zeit als auch in der DDR Parteimitgliedschaften. Er war seit Juli 1941 mit Maria Schüßler verheiratet; aus der Ehe entstammten drei Kinder: ein Sohn und zwei Töchter.

## Wissenschaftliche Schwerpunkte
Als Professor für Stahlbau und Festigkeitslehre baute Schlechte das Institut für Konstruktiven Ingenieurbau an der Hochschule für Bauwesen Leipzig auf und war dessen langjähriger Direktor. Er beschäftigte sich vorrangig mit Problemen der Stabilitätstheorie sowie der Theorie der ebenen und räumlichen Flächentragwerke. Zu seinen wichtigsten Praxisleistungen gehörte neben Gutachten, die technische Umgestaltung von Tagebaugroßgeräten. Doch baustatische Neuentwicklungen, die während des Entwurfs der Riesaer Eisenbahnbrücke entstanden, blieben seine meist beachtete Innovation. Neuartig waren die Konstruktion der 101 m langen Stahl-Stabbogenbrücke im Mittelfeld und die Montage der Brücke, die zunächst eingleisigen Betrieb auf der Brücke erlaubte und nach Abbruch der alten Brücke quer-verschoben wurde.
Schlechte hat auch neue Ingenieurbereiche wie den Metallleichtbau und Textilverbundbau/Traglufthallen in ihnen Anfangsphasen gefördert und mitgestaltet.
Unter anderem verfasste er das Lehrwerk Festigkeitslehre für Bauingenieure, welches erstmals 1967 veröffentlicht wurde und in mehreren bearbeiteten Auflagen bis 1981 erschien. Dieses Lehrwerk wurde für Bauingenieure ein wichtiges Fachbuch und war über die Grenzen der DDR hinaus bekannt.

## Kirchliches Engagement
Erhard Schlechte wuchs in einer evangelisch-lutherischen Familie auf. In den 1940er Jahren wurde er Mitglied der Evangelischen Gemeinschaft (später Evangelisch-methodistische Kirche, EmK), wo er sich ehrenamtlich engagierte – zum Beispiel als Kirchengemeindevorstand, Laienprediger, Mitglied der Zentralkonferenz und des Zentralrates der Kirche sowie als Kirchenvorstand der EmK von 1972 bis 1976.

## Auszeichnungen
- Verdienter Techniker des Volkes (1970er Jahre)

## Werke und Schriften (Auswahl)
- Der Verschiebungszustand räumlicher Rahmen mit zyklischer Symmetrie als Grundlage für den Spannungsnachweis. Diss. TH Dresden (gedr. bei R. Noske, Borna-Leipzig) 1940.
- Eimerketten-Großbagger des Braunkohlentagebaues. In: Baumaschinenwesen. Vorträge des Bau- und Hüttenmännischen Tages 1956. Freiberger Forschungshefte. Akademie Verlag, Berlin 1956.
- Die grafische Darstellung der Schlankheitsgrade mittig gedrückter Stäbe aus Stahl mit offenem dünnwandigem Querschnitt, Bauplan. In: Bautechnik. Bd. 14, H. 9, 1960, S. 418–423.
- Der Schubmittelpunkt und Wölbwiderstand bei dünnwandigen Staben. In: Wiss. Z. d. Hochbsch. f. Bauwesen Leipzig. Bd. 9, H. 1, 1963, S. 25–37.
- Die Torsion dünnwandiger Stäbe mit Schubverformung aus behinderter Querschnittsverwölbung, Bauplan. In: Bautechnik. Bd. 18, H. 10, 1964. S. 502–507, H. 11, S. 556–560.
- Eisenbahnbrücke Riesa. In: Wissenschaftliche Zeitschrift der Technischen Universität Dresden. ISSN 0043-6925 Bd. 17, S. 359–360, 1968.
- Grafische Darstellung der Schlankheitsgrade des Biegedrillknickens, Drillknickens und Biegeknickens mittig gedrückter offener Stäbe. In: Konstruktions-Katalog N 51–52. Institut für Leichtbau, Dresden 1973.
- Festigkeitslehre für Bauingenieure. VEB Verlag für Bauwesen, Berlin 1967; 4. bearbeitete Auflage Bauverlag Wiesbaden, Berlin 1981.